# Prix Marc-Vivien-Foé

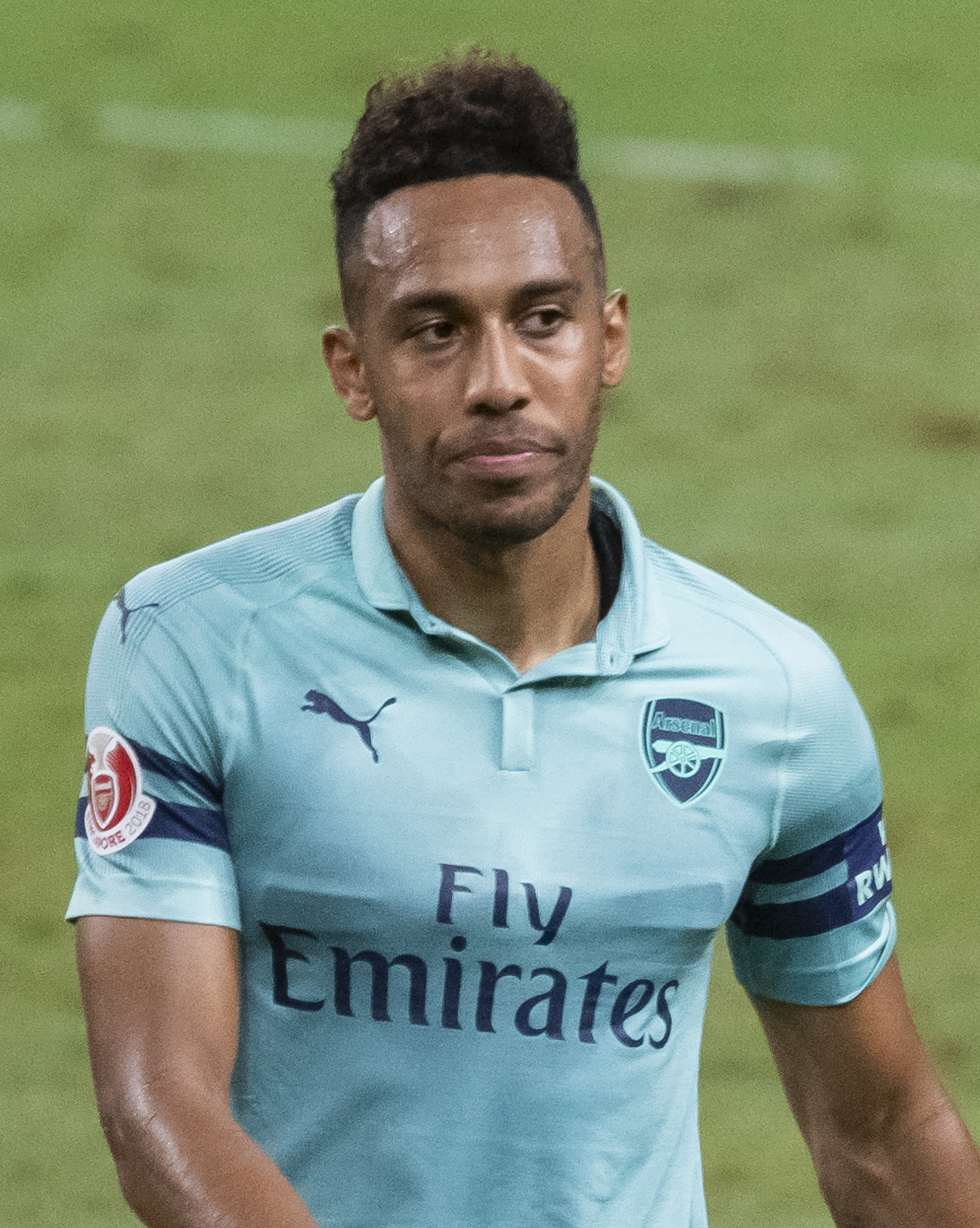
Pierre-Emerick Aubameyang, élu meilleur joueur de football africain à deux reprises (2013 et 2024).

Le prix Marc-Vivien-Foé, du nom du footballeur camerounais, est un prix attribué au meilleur joueur de football africain évoluant dans le Championnat de France de football, selon un jury de journalistes spécialisés.
Ce trophée a été créé en 2009 par RFI. Depuis 2011, il est remis conjointement par RFI et France 24.

## Palmarès
| Année | Premier                       | Premier                    | Deuxième         | Deuxième               | Troisième                 | Troisième              | Réf.   |
| Année | Joueur                        | Club                       | Joueur           | Club                   | Joueur                    | Club                   | Réf.   |
| ----- | ----------------------------- | -------------------------- | ---------------- | ---------------------- | ------------------------- | ---------------------- | ------ |
| 2009  | Marouane Chamakh              | Girondins de Bordeaux      | Mamadou Niang    | Olympique de Marseille | Souleymane Diawara        | Girondins de Bordeaux  | [ 1 ]  |
| 2010  | Gervinho                      | LOSC Lille                 | Mamadou Niang    | Olympique de Marseille | Marouane Chamakh          | Girondins de Bordeaux  | [ 2 ]  |
| 2011  | Gervinho (2)                  | LOSC Lille (2)             | Moussa Sow       | LOSC Lille             | André Ayew                | Olympique de Marseille | [ 3 ]  |
| 2012  | Younès Belhanda               | Montpellier HSC            | Nicolas Nkoulou  | Olympique de Marseille | Pierre-Emerick Aubameyang | AS Saint-Étienne       | [ 4 ]  |
| 2013  | Pierre-Emerick Aubameyang     | AS Saint-Étienne           | Nicolas Nkoulou  | Olympique de Marseille | Jonathan Pitroipa         | Stade Rennais FC       | [ 5 ]  |
| 2014  | Vincent Enyeama               | LOSC Lille (3)             | Serge Aurier     | Toulouse FC            | Henri Bedimo              | Olympique lyonnais     | [ 6 ]  |
| 2015  | André Ayew                    | Olympique de Marseille     | Max-Alain Gradel | AS Saint-Étienne       | Aymen Abdennour           | AS Monaco              | [ 7 ]  |
| 2016  | Sofiane Boufal                | LOSC Lille (4)             | Cheikh Ndoye     | Angers SCO             | Rachid Ghezzal            | Olympique lyonnais     | [ 8 ]  |
| 2017  | Jean Michaël Seri             | OGC Nice                   | Ryad Boudebouz   | Montpellier HSC        | Benjamin Moukandjo        | FC Lorient             | [ 9 ]  |
| 2018  | Karl Toko-Ekambi              | Angers SCO                 | Wahbi Khazri     | Stade Rennais FC       | Bertrand Traoré           | Olympique lyonnais     | [ 10 ] |
| 2019  | Nicolas Pépé                  | LOSC Lille (5)             | Wahbi Khazri     | AS Saint-Étienne       | Ismaïla Sarr              | Stade Rennais FC       | [ 11 ] |
| 2020  | Victor Osimhen                | LOSC Lille (6)             | Islam Slimani    | AS Monaco              | Yunis Abdelhamid          | Stade de Reims         | [ 12 ] |
| 2021  | Gaël Kakuta                   | RC Lens (1)                | Andy Delort      | Montpellier HSC        | Tino Kadewere             | Olympique lyonnais     | [ 13 ] |
| 2022  | Seko Fofana                   | RC Lens (2)                | Hamari Traoré    | Stade Rennais FC       | Nayef Aguerd              | Stade Rennais FC       | [ 14 ] |
| 2023  | Chancel Mbemba                | Olympique de Marseille (2) | Seko Fofana      | RC Lens                | Terem Moffi               | OGC Nice               | [ 15 ] |
| 2024  | Pierre-Emerick Aubameyang (2) | Olympique de Marseille (3) | Achraf Hakimi    | Paris Saint-Germain    | Nabil Bentaleb            | LOSC Lille             | [ 16 ] |
| 2025  | Achraf Hakimi                 | Paris Saint-Germain        | Evann Guessand   | OGC Nice               | Habib Diarra              | RC Strasbourg          | [ 17 ] |

## Par pays
| Pays                             | Nombre de titres | Années                       |
| -------------------------------- | ---------------- | ---------------------------- |
| Côte d'Ivoire                    | 5                | 2010, 2011, 2017, 2019, 2022 |
| Maroc                            | 4                | 2009, 2012, 2016, 2025       |
| Gabon                            | 2                | 2013, 2024                   |
| Nigeria                          | 2                | 2014, 2020                   |
| République démocratique du Congo | 2                | 2021, 2023                   |
| Ghana                            | 1                | 2015                         |
| Cameroun                         | 1                | 2018                         |